# (3047) Goethe
(3047) Goethe (6091 P-L) – planetoida z pasa głównego asteroid okrążająca Słońce w ciągu 4,3 lat w średniej odległości 2,64 j.a. Odkryta 24 września 1960 roku przez Cornelisa van Houtena, Ingrid van Houten i Toma Gehrelsa. Nazwa planetoidy została nadana na cześć Johanna Goethego, niemieckiego poety epoki romantyzmu.